# La Bañeza (comarca agraria)

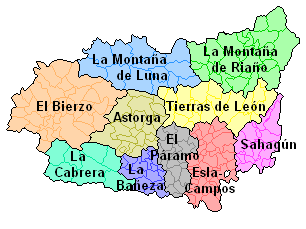
Ubicación de la comarca en la provincia

La comarca agraria de La Bañeza es una de las divisiones agrarias en las que se divide la provincia española de León.

## Características geográficas

### Descripción y superficie
Se encuentra en la parte meridional de la provincia. Presenta un relieve suave, sin grandes elevaciones, excepto en la zona suroccidental, donde se encuentran las sierras de San Feliz, Casas Viejas y del Pinar. Su altitud varía entre los 784 y los 1000 metros. En su red hidrológica destacan el río Órbigo y sus afluentes, el Tuerto, Eria, Duerna y Jamuz. Su territorio abarca, según datos de 2007, una superficie de 65 275 ha. e incluye 17 municipios, de los cuales los más extensos son Quintana y Congosto (88,34 km²), Castrocalbón (88,3 km²) y Santa Elena de Jamuz (62,34 km²).
| Municipio                 | Superficie (km²) | Municipio                     | Superficie (km²) |
| ------------------------- | ---------------- | ----------------------------- | ---------------- |
| Alija del Infantado       | 52,31            | Regueras de Arriba            | 11,35            |
| La Bañeza                 | 19,71            | Riego de la Vega              | 37,57            |
| Castrillo de la Valduerna | 23,51            | San Cristóbal de la Polantera | 24,56            |
| Castrocalbón              | 88,3             | San Esteban de Nogales        | 32,24            |
| Cebrones del Río          | 21,21            | Santa Elena de Jamuz          | 62,34            |
| Destriana                 | 56,22            | Santa María de la Isla        | 12,75            |
| Palacios de la Valduerna  | 20,42            | Soto de la Vega               | 23,58            |
| Quintana del Marco        | 23,36            | Villamontán de la Valduerna   | 54,98            |
| Quintana y Congosto       | 88,34            |                               |                  |

### Geología y edafología
Geológicamente, su territorio se compone principalmente de pizarras y cuarcitas armoricanas del Ordovícico, materiales aluviales, terrazas y rañas del Cuaternario, y arcillas arenosas, areniscas y margas del Neógeno. Entre los suelos más representativos están xerorthent y xerochrept. El primero se caracteriza por ser moderadamente básico aunque alguno es ácido, posee un contenido en materia orgánica medio, en general es profundo y de textura franca o arcillosa. El segundo es un suelo profundo (100-150 cm), con bajo contenido en materia orgánica, pH ligeramente ácido y textura franco-arenosa.

### Clima
Según la clasificación agroclimática de Papadakis, su territorio posee dos tipos climáticos, uno Mediterráneo templado fresco, en la zona occidental, y otro Mediterráneo templado, en el resto del territorio. El periodo frío o de heladas, meses en los que la temperatura media de las mínimas es inferior a 7 °C, se extiende durante ocho meses. Por su parte, el periodo cálido, con temperatura media máxima superior a 30 grados, varía entre 0 y 1 mes, y el periodo seco o árido varía de tres meses en la zona occidental a cuatro meses en el resto de la comarca. En cuanto al régimen de humedad, la mayor parte se encuentra bajo un régimen Mediterráneo húmedo, excepto una franja que abarca los términos municipales de Soto de la Vega, Regueras de Arriba, Cebrones del Río y la mitad oriental de La Bañeza, Santa Elena de Jamuz, Quintana del Marco y Alija del Infantado, que está bajo el régimen Mediterráneo seco.

## Características agrarias
Presenta un 32,8 % de la superficie ocupada por tierras de cultivo, principalmente dedicadas a los cereales (muchos de ellos en regadío), maíz y remolacha, en los cultivos herbáceos, además del viñedo no asociado entre los cultivos leñosos. El municipio que más tierras de cultivo posee es Santa Elena de Jamuz, con 3041 ha. Por otro lado, el 35,9 % es terreno forestal, con un 54 % de bosque de  frondosas, un 19 % de bosque de coníferas, un 18 % de matorral boscoso de transición y un 9 % de matorrales de vegetación esclerófila.
| Distribución de tierras (2004)       | Superficie (ha)            | Superficie (ha) | Superficie (ha) |
| Distribución de tierras (2004)       | Secano \| Regadío \| Total |                 |                 |
| Cultivos herbáceos                   |                            |                 |                 |
| Trigo                                | 1000                       | 1876            | 2876            |
| Cebada                               | 654                        | 1168            | 1822            |
| Avena                                | 799                        | 120             | 919             |
| Centeno                              | 793                        | 179             | 972             |
| Maíz                                 | 0                          | 5305            | 5305            |
| Remolacha azucarera                  | 0                          | 1409            | 1409            |
| Patata                               | 0                          | 1021            | 1021            |
| Judía seca                           | 0                          | 394             | 394             |
| Otros                                | 774                        | 363             | 1137            |
| Cultivos leñosos                     |                            |                 |                 |
| Viñedo no asociado                   | 967                        | 0               | 967             |
| Otros                                | 6                          | 51              | 57              |
| Barbecho y otras tierras no ocupadas | 4006                       | 563             | 4569            |
| Tierras de cultivo                   | 8999                       | 12 449          | 21 448          |
| Prados naturales                     | 578                        | 1182            | 1760            |
| Pastizales                           | 4631                       | 0               | 4631            |
| Prados y pastos                      | 5209                       | 1182            | 6391            |
| Monte maderable                      | 9621                       | 795             | 10 416          |
| Monte abierto                        | 9688                       |                 | 9688            |
| Monte leñoso                         | 3385                       |                 | 3385            |
| Terreno forestal                     | 22 694                     | 795             | 23 489          |
| Erial a pastos                       | 6726                       |                 | 6726            |
| Terreno improductivo                 | 1575                       |                 | 1575            |
| Superficie no agrícola               | 4382                       |                 | 4382            |
| Ríos y lagos                         | 1374                       |                 | 1374            |
| Otras superficies                    | 14 057                     |                 | 14 057          |
| Superficie total                     | 50 959                     | 14 426          | 65 385          |